# Football Club Luxembourg City
Football Club Luxembourg City (anteriormente chamado Football Club Rapid Mansfeldia Hamm Benfica) é um clube de futebol luxemburguês com sede em Hamm, bairro da cidade de Luxemburgo capital do país.

Emblema usado entre 2004 e 2022.

O clube foi fundado em 26 de março de 2004 depois da união do FC Hamm 37 com o RM 86 Luxembourg. Mudou para o atual nome no final da temporada 2021–22., quando foi rebaixado para a segunda divisão nacional.

## Títulos
- Divisão de Honra de Luxemburgo

Vencedor (2): 2006/07 e 2014/15